# Seýdi
Seýdi – miasto we wschodnim Turkmenistanie, w wilajecie lebapskim, w etrapie Dänew. W 2022 roku liczyło ok. 29,7 tys. mieszkańców.